# Alexander Iwanowitsch Ribeaupierre

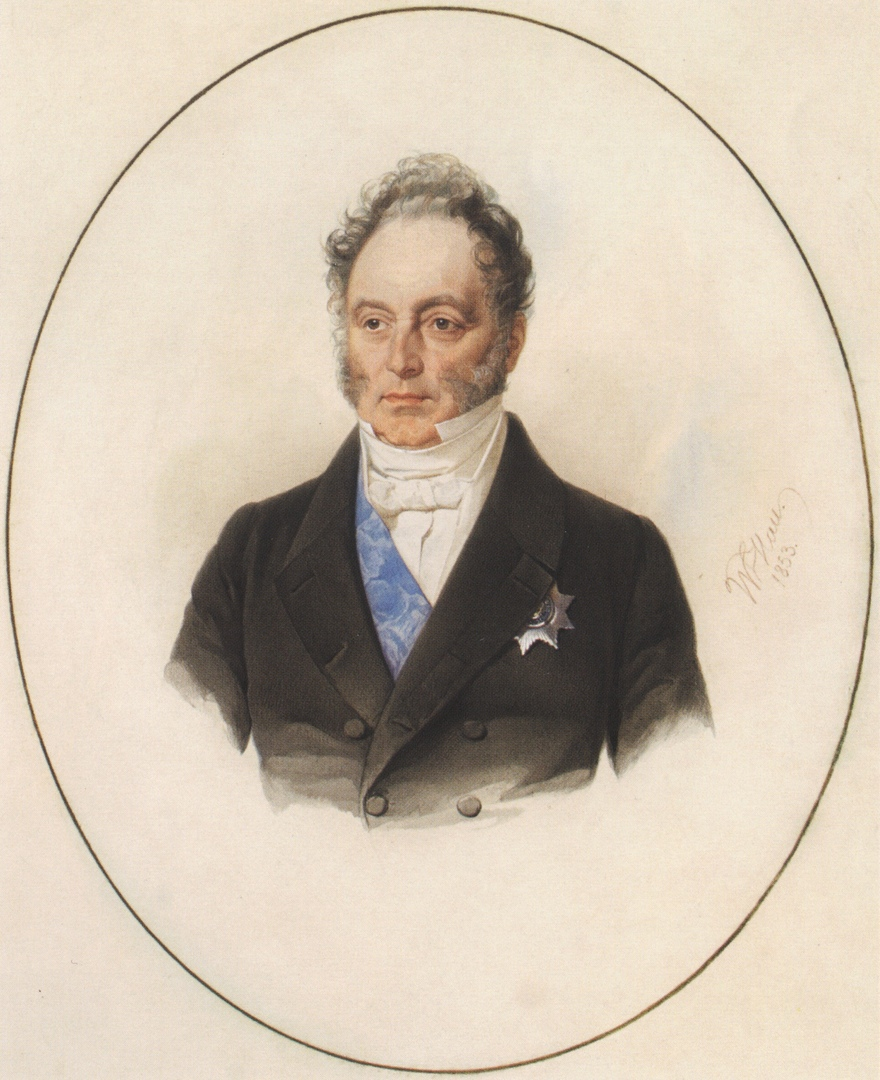
Alexander Iwanowitsch Ribeaupierre (Woldemar Hau, 1853)

Alexander Iwanowitsch Ribeaupierre (russisch Александр Иванович Рибопьер; * 20. Apriljul. / 1. Mai 1781greg. in St. Petersburg; † 24. Maijul. / 5. Juni 1865greg. ebenda) war ein russischer Diplomat und Bankmanager.

## Leben
Ribeaupierres Vater Jean Ribeaupierre (1754–1790) stammte aus dem jüngeren Zweig einer elsässer Adelsfamilie und wuchs im Schloss La Liguiere am Genfersee auf. Während seine beiden Brüder in spanische Dienste traten, trat er in die niederländische Armee ein und studierte dann an der Universität Tübingen zusammen mit Stepan Stepanowitsch Apraxin und Nikolai Borissowitsch Jussupow. 1778 ging er mit einem Empfehlungsschreiben Voltaires nach St. Petersburg, wurde von Kaiserin Katharina II. in die Armee aufgenommen und mit der Tochter des Generals Alexander Iljitsch Bibikow Agrafena Alexandrowna Bibikowa verheiratet, war Adjutant Grigori Alexandrowitsch Potjomkins und starb im Russisch-Österreichischen Türkenkrieg (1787–1792) beim Sturm auf Ismajil.
Ribeaupierre wurde nach seiner Geburt als Sergeant in das Semjonowski-Leibgarderegiment aufgenommen. Sein Dienst begann Ende 1788. Im Februar 1799 wurde er zum Flügeladjutanten des Herrschers befördert.
Kaiser Paul I. ernannte im Februar 1799 Ribeaupierre zum Kammerherrn (4. Rangklasse) und schickte ihn im Juni 1799 als Außerplanmäßigen in die Gesandtschaftsmission in Wien, wo er im Haus des Grafen Andrei Kirillowitsch Rasumowski lebte. Nach der Niederlage General Alexander Michailowitsch Rimski-Korsakows in der Zweiten Schlacht um Zürich im September 1799 wurde Ribeaupierre aus Wien abberufen und kehrte nach St. Petersburg zurück. Der Geschäftsführer des als Außenministerium fungierenden Kollegiums für Auswärtige Angelegenheiten Graf Fjodor Wassiljewitsch Rostoptschin schickte Ribeaupierre ins Archiv, um frühere Verträge und die Geschichte der Außenbeziehungen des russischen Hofes zu studieren. Ribeaupierre verkehrte bei Hofe und war bei den Fräuleins beliebt. Er duellierte sich mit Fürst Boris Antonowitsch Tschetwertinski wegen der Fürstin Anna Petrowna Lopuchina, die eine Mätresse Pauls I. war. Die Angelegenheit wurde von Graf Paul von der Pahlen vertuscht, wie Goethe in seinem Tagebuch notierte. Ribeaupierre kam zunächst in die Peter-und-Paul-Festung, wurde aus dem Dienst entlassen, verlor den Kammerherr-Titel und wurde dann mit seiner Familie aus St. Petersburg verbannt.
Alexander I. ließ sofort nach seiner Thronbesteigung im März 1801 Ribeaupierre zurückkommen, ernannte ihn zum Wirklichen Staatsrat (4. Rangklasse) und schickte ihn wieder nach Wien. Ribeaupierre wurde Vertrauter des Bruders Andrei Rasumowskis Alexei Kirillowitsch Rasumowski, der ihn zu seinem Testamentsvollstrecker machte. Im Dezember 1804 wurde Ribeaupierre ins Kollegium für Auswärtige Angelegenheiten zurückberufen.
Im Vierten Koalitionskrieg (1806–1807) war Ribeaupierre Kanzleidirektor, Sekretär, Chef des Stabes und Vertrauter des Oberbefehlshabers Graf Michail Fedotowitsch Kamenski. Nach der Entlassung Kamenskis wurde Ribeaupierre Anfang 1807 zum neuen Oberbefehlshaber Levin August von Bennigsen geschickt, der ihn zu seinem diplomatischen Kommissar machte. Im Zuge der Neuorganisation des Regierungsapparates mit Gründung des Staatsrats 1810 entsprechend den Plänen Michail Michailowitsch Speranskis wurde auf Wunsch des neuen Finanzministers Dmitri Alexandrowitsch Gurjew Ribeaupierre in das Finanzministerium versetzt, um bei der Neuorganisation der Finanzverwaltung und Organisation des öffentlichen Kreditwesens mitzuwirken. Er leitete nun zwei Abteilungen des Kredit-Departements des Finanzministeriums.
Im Mai 1816 wurde Ribeaupierre nach Smolensk geschickt, um den Vorsitz einer Untersuchungskommission zu übernehmen. Von der Regierung waren auf Vorschlag Fürst Michail Illarionowitsch Kutusows nach dem Französisch-Russischen Krieg 1812 7 Millionen Rubel für Kredite an kriegsgeschädigte Bewohner des Gouvernements Smolensk freigegeben worden und offenbar durch Veruntreuung verschwunden. Ribeaupierre gelang es, alle verteilten Beträge zu finden, die Missbräuche aufzudecken und die Beamten in 10 Ujesds zur Verantwortung zu ziehen.
Auf Vorschlag Gurjews erhielt Ribeaupierre den Auftrag, eine staatliche Handelsbank zu gründen, zu deren Direktor er im August 1817 ernannt wurde. Er gründete Filialen dieser Bank in Moskau, Riga, Odessa Astrachan und in Nischni Nowgorod in der Zeit der Jarmarka (Messe Nischni Nowgorod). Bald wurde er zum Vorsitzenden der Kreditbank ernannt, so dass er an der Spitze aller staatlichen Kredit-Institute stand mit Ausnahme der Lombardkredit-Abteilungen der Kuratorien der Einrichtungen der Kaiserin Maria und der Fürsorge-Einrichtungen der Gouvernements. Sein Ziel war der erleichterte Finanzverkehr für Privatpersonen. Im August 1818 wurde er Geheimer Rat (3. Rangklasse). Im Januar 1822 wurde er nach Odessa geschickt, um einen Freihafen zur Erleichterung des Handels mit Sinop einzurichten. Auf Empfehlung Alexei Andrejewitsch Araktschejews wurde der Finanzminister Gurjew durch Georg Cancrin ersetzt, unter dem jedoch Ribeaupierre nicht arbeiten wollte. Im August 1823 wurde Ribeaupierre aus dem Bankenamt entlassen und in das Heroldsamt übernommen.
Im Mai 1824 versetzte Alexander I. Ribeaupierre ins Amt des Kollegiums für Auswärtige Angelegenheiten und ernannte ihn im August 1824 zum außerordentlichen Botschafter und bevollmächtigten Minister in Konstantinopel. Der Tod Alexanders I. 1825 verzögerte dann die Abreise nach Konstantinopel. In dieser Zeit war sein Schwager Semjon Iwanowitsch Masarowitsch Botschafter in Teheran. Auf Anraten Graf Karl Robert von Nesselrodes schickte der neue Kaiser Nikolaus I. im Dezember 1825 Ribeaupierre nach Wien zu Kaiser Franz I., um ihn von der Thronbesteigung Nikolaus I. zu unterrichten und die Politik gegenüber dem Osmanischen Reich im Hinblick auf die Orientalische Frage zu besprechen insbesondere bezüglich der griechischen Revolution. Darauf wurde Ribeaupierre nach Akkerman geschickt, wohin auch die osmanische Regierung Bevollmächtigte zu einer Konferenz über die zu klärenden Probleme schickte. Die osmanischen Vertreter akzeptierten im Oktober 1826 in der Konvention von Akkerman alle Forderungen, und Ribeaupierre ging nach Konstantinopel.

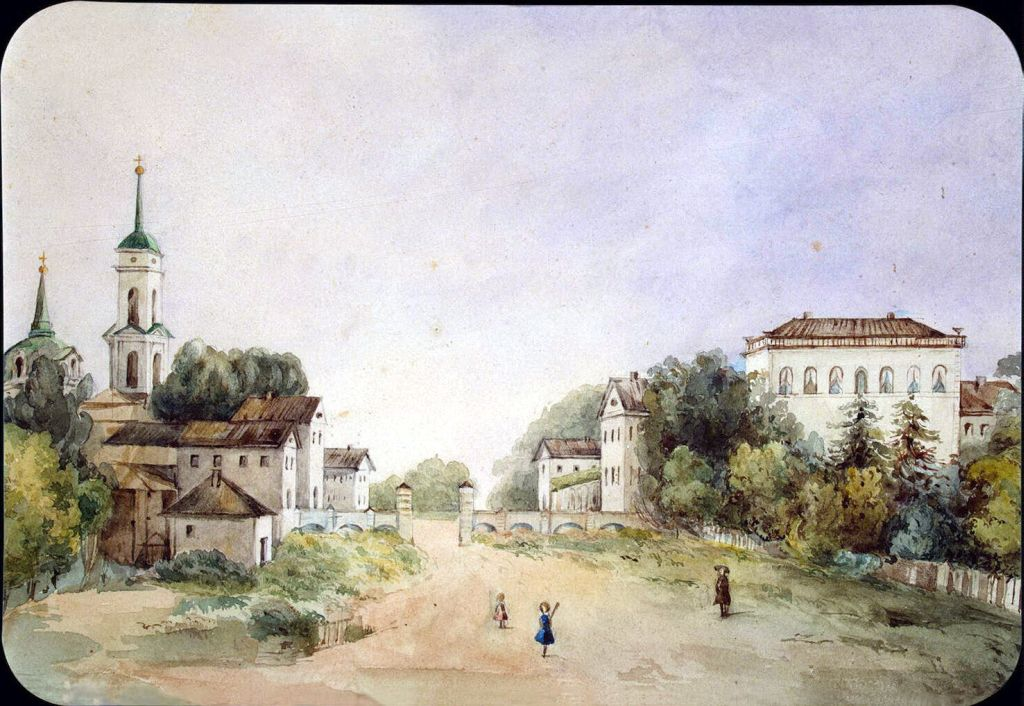
Ribeaupierres Herrenhaus Nowoje Selo (Aquarell der Tochter Sofja)

Als es nach der Schlacht von Navarino im Oktober 1827 zu bewaffneten Unruhen in Konstantinopel gegen Russen und Ausländer kam, verließen die Vertreter der ausländischen Mächte Konstantinopel. Im November 1827 kündigte die osmanische Regierung die Konvention von Akkerman. Ribeaupierre begab sich im Dezember 1827 mit seiner Familie und einem Teil des Botschaftspersonals in die Ägäis, wo sich die von Login Petrowitsch Heiden geführte russische Flotte befand. Die russische Kriegserklärung im April 1828 eröffnete den Russisch-Türkischen Krieg (1828–1829). In Triest erhielt Ribeaupierre die Anweisung, nach Griechenland zurückzukehren und eine Konferenz zur Regelung der griechischen Angelegenheiten zu organisieren.
Nachdem ihm genehmigt wurde, die Konferenz in Italien durchzuführen, fand die Konferenz 6 Monate lang in der Villa Gattaiola in Lucca statt, auf der der britische Vertreter Canving mit Ioannis Kapodistrias über die Grenzen Griechenlands stritt. Die endgültigen Regelungen blieben den Londoner Protokollen vorbehalten. Ribeaupierre begab sich nach Neapel, wo er von Großfürstin Helena Pawlowna empfangen wurde, und kehrte nach dem Frieden von Adrianopel im September 1929 nach Konstantinopel zurück. Er erreichte die osmanische Anerkennung Griechenlands als unabhängigen Staat sowie die Freigabe der im Ersten Serbischen Aufstand des Schwarzen Georgs besetzten Gebiete und die Anerkennung Serbiens als selbständigen Staat unter Miloš Obrenović unter osmanischer Oberhoheit gegen Zahlung eines jährlichen Tributs. Im April 1830 wurde Ribeaupierre zum Wirklichen Geheimen Rat (2. Rangklasse) ernannt.
Im Oktober 1830 wurde Ribeaupierre aus Konstantinopel abberufen und 1831 zum außerordentlichen Botschafter und bevollmächtigten Minister am Preußischen Hof, am Mecklenburg-Schweriner Hof und am Mecklenburg-Strelitzer Hof ernannt. Im Dezember 1838 wurde er dort abberufen und zum Mitglied des Staatsrats ernannt, um bereits im März 1839 wieder abberufen zu werden. Dafür wurde er im April 1841 Oberschenk am kaiserlichen Hof und im Dezember 1844 Oberkammerherr. Am Krönungstag Alexanders II. im August 1856 erhielt er die Grafenwürde. Ribeaupierre wurde in St. Petersburg auf dem Tichwiner Friedhof begraben.

## Familie

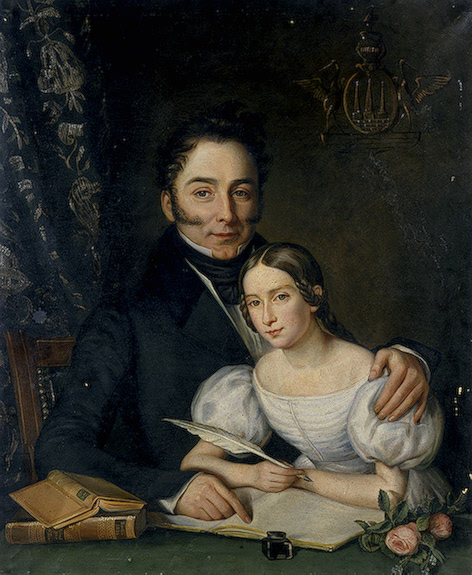
Ribaupierre mit seiner Tochter

Ribeaupierre war seit September 1809 verheiratet mit Jekaterina Michailowna geborene Potjomkina (1788–1872), die die Tochter des Generalleutnants Michail Sergejewitsch Potjomkin und Großnichte Fürst Grigori Alexandrowitsch Potjomkins war und eine Mitgift von 200.000 Rubel mitbekommen hatte. Ihre Empfänge in St. Petersburg mit Theateraufführungen waren beliebt und wurden auch vom Kaiser und der Kaiserin besucht. Sie erhielt 1826 den Orden der Heiligen Katharina und wurde 1854 zur Staatsdame ernannt. Sie bekam vier Töchter, zwei Söhne und eine außereheliche Tochter. Die zweite Tochter Sofja (1813–1881) heiratete den Generalleutnant 1836 Graf Wassili Pawlowitsch Golenischtschew-Kutusow. Sie aquarellierte das Ribeaupierre-Herrenhaus im Wjasemski rajon. Die jüngste Tochter Tatjana (1829–1879) heiratete den reichen Fürsten Nikolai Borissowitsch Jussupow der Jüngere, mit dem sie die Tochter Sinaida bekam.
Ribeaupierres Enkel Georgi Iwanowitsch Ribeaupierre (1854–1916) gehörte zu den Vorkämpfern der olympischen Idee in Russland.

## Ehrungen
- Orden des Heiligen Wladimir III. Klasse (1816), II. Klasse (1821), I. Klasse (1839)[4]
- Russischer Orden der Heiligen Anna I. Klasse (1819)[4]
- Orden des Heiligen Andreas des Erstberufenen (1849), mit Diamanten (1862)[4]
- Alexander-Newski-Orden mit Diamanten (1862)[4]
- Kaiserlich-Königlicher Orden vom Weißen Adler[4]